# Haplopeltheca hyleensis
Haplopeltheca hyleensis är en svampart som beskrevs av Bat., J.L. Bezerra & Cavalc. 1963. Haplopeltheca hyleensis ingår i släktet Haplopeltheca och familjen Micropeltidaceae.   Inga underarter finns listade i Catalogue of Life.